# Catch a Fire
| 전문가 평가                   | 전문가 평가 |
| 평가 점수                     | 평가 점수   |
| 출처                          | 점수        |
| ----------------------------- | ----------- |
| AllMusic                      | [ 1 ]       |
| Christgau's Record Guide      | A           |
| Encyclopedia of Popular Music | [ 3 ]       |
| MusicHound Rock               | [ 3 ]       |
| The Rolling Stone Album Guide | [ 4 ]       |

《Catch a Fire》는 1973년 4월 13일에 발매된 자메이카의 레게 밴드 더 웨일러스의 다섯 번째 스튜디오 음반이다. 그것은 아일랜드 레코드가 발매한 그들의 첫 번째 음반이었다. 조니 내시와 함께 영국에서 순회공연을 하고 녹음한 후, 내시의 미국으로의 출발은 집으로 돌아갈 충분한 돈도 없이 밴드를 떠났고, 그들은 프로듀서 크리스 블랙웰에게 접근했는데, 크리스 블랙웰은 더 웨일러스의 돈을 음반에 쓰기로 합의하고, 거기서 《Catch a Fire》를 녹음했다. 이 음반에는 9곡이 수록되어 있는데, 그 중 2곡은 피터 토시가 작사, 작곡했으며 나머지 7곡은 밥 말리가 작사, 작곡했다. 말리가 런던으로 돌아와 블랙웰에게 테이프를 선물한 후, 프로듀서는 두 곡의 오버 더빙 트랙에서 기타를 연주한 머슬 숄스 세션 음악가 웨인 퍼킨스의 기부로 곡을 다시 작업했다.
이 음반의 영국과 미국 전역의 조연 콘서트는 이 밴드를 국제적인 스타로 만드는 데 도움이 되었다. 《Catch a Fire》는 빌보드 200에서 171위, 빌보드 블랙 앨범 차트에서 51위로 정점을 찍었다. 비판적인 찬사는 《롤링 스톤》이 선정한 역사상 가장 위대한 음반 500장에 126위에 오른 것을 포함했는데, 이는 목록에 오른 5장의 밥 말리 음반 중 《Legend》에 버금가는 것이다. 그것은 역대 최고의 레게 음반 중 하나로 여겨진다.

## 커버 아트
1973년 그래픽 아티스트인 로드 다이어와 밥 와이너가 디자인한 최초의 바이닐 발매는 지포 라이터를 묘사하는 소매에 싸여 있었다. 소매는 진짜 지포 라이터 케이스처럼 작동하여 측면 경첩에서 열려서 내부를 밝혔다. 원래 20,000장의 압착기만이 지포 커버를 가지고 있었고, 그 후 압착기들은 존 보니스에 의해 디자인된 얼터너티브 커버를 가지고 있었는데, 에스더 앤더슨이 말리의 "스플리프"나 조인트를 피우고 있는 것을 특징으로 하며, 현재 이 음반은 "밥 말리 앤 더 웨일러스"로 여겨진다. 오리지널 프레스에서 나온 음반의 복사본은 그 후 수집가의 품목이 되었다. 디럭스 콤팩트 디스크 판의 오리지널 커버 아트는 2001년에 재현되었다.

## 곡 목록
모든 곡들은 특별한 언급이 없는 한 밥 말리에 의해 작사/작곡하였다.
| #  | 제목                                     | 작사·작곡 | 재생 시간 |
| -- | ---------------------------------------- | --------- | --------- |
| 1. | 〈Concrete Jungle〉                      |           | 4:13      |
| 2. | 〈Slave Driver〉                         |           | 2:54      |
| 3. | 〈400 Years〉                            | 피터 토시 | 2:45      |
| 4. | 〈Stop That Train〉                      | 토시      | 3:54      |
| 5. | 〈Baby We've Got a Date (Rock It Baby)〉 |           | 3:55      |

| #  | 제목                | 재생 시간 |
| -- | ------------------- | --------- |
| 6. | 〈Stir It Up〉      | 5:32      |
| 7. | 〈Kinky Reggae〉    | 3:37      |
| 8. | 〈No More Trouble〉 | 3:58      |
| 9. | 〈Midnight Ravers〉 | 5:08      |